# Comuna Bălcăuți, Briceni
Comuna Bălcăuți este o comună din raionul Briceni, Republica Moldova. Este formată din satele Bălcăuți (sat-reședință) și Bocicăuți.

## Demografie
Conform datelor recensământului din 2014, comuna are o populație de 671 de locuitori. La recensământul din 2004 erau 731 de locuitori.

## Administrație și politică
Componența Consiliului local Bălcăuți (9 consilieri), ales la 5 noiembrie 2023, este următoarea:
|  | Partid                                       | Consilieri | Componență | Componență | Componență | Componență | Componență | Componență | Componență | Componență | Componență |
|  | -------------------------------------------- | ---------- | ---------- | ---------- | ---------- | ---------- | ---------- | ---------- | ---------- | ---------- | ---------- |
|  | Partidul Socialiștilor din Republica Moldova | 9          |            |            |            |            |            |            |            |            |            |